# Vittorio Ghirelli

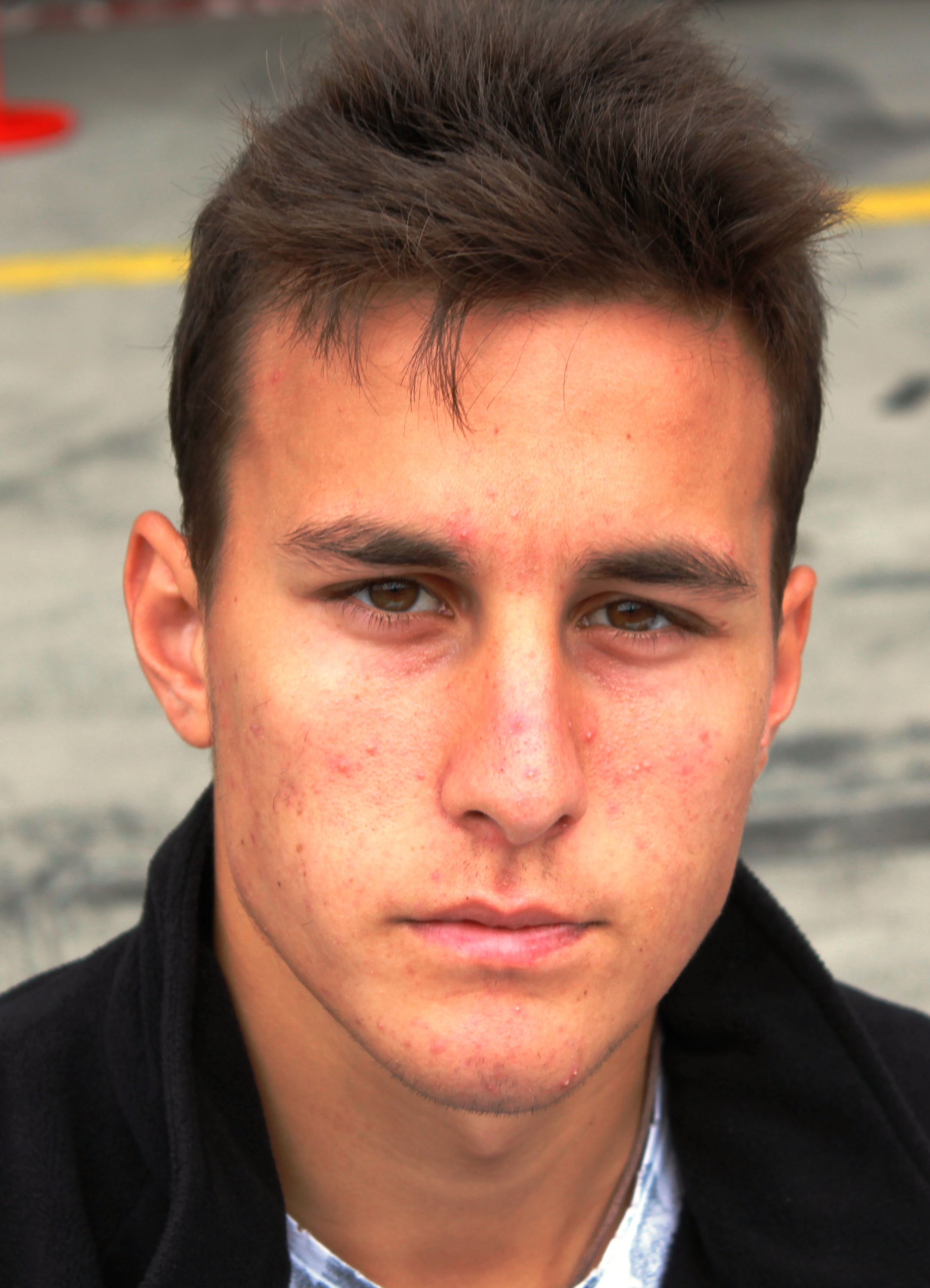
Ghirelli in 2012

Vittorio Ghirelli (Fasano, 9 mei 1994) is een Italiaans autocoureur. Hij heeft deelgenomen aan kampioenschappen als het Italiaanse Formule 3-kampioenschap, de GP3 Series, de Formule 2, de Formule Renault 3.5 Series, de Auto GP en de GP2 Series.

## GP3-resultaten
| Jaar | 1           | 2           | 3          | 4          | 5       | 6       | 7       | 8       | 9       | 10      | 11      | 12      | 13      | 14      | 15      | 16      | Rang | Punten |
| ---- | ----------- | ----------- | ---------- | ---------- | ------- | ------- | ------- | ------- | ------- | ------- | ------- | ------- | ------- | ------- | ------- | ------- | ---- | ------ |
| 2010 | ESP FEA DNS | ESP SPR DNS | TUR FEA 17 | TUR SPR 26 | VAL FEA | VAL SPR | GBR FEA | GBR SPR | GER FEA | GER SPR | HUN FEA | HUN SPR | BEL FEA | BEL SPR | ITA FEA | ITA SPR | 29*  | 0*     |

* Seizoen loopt nog.